# Alexander Alexandrowitsch Andronow
Alexander Alexandrowitsch Andronow (russisch Александр Александрович Андронов, wiss. Transliteration Aleksandr Aleksandrovič Andronov; * 29. Märzjul. / 11. April 1901greg. in Moskau; † 31. Oktober 1952 in Gorki) war ein sowjetischer Physiker und Mitglied der sowjetischen Akademie der Wissenschaften.

## Leben
Andronow studierte ab 1920 Elektrotechnik an der Technischen Hochschule Moskau und von 1923 bis 1925 theoretische Physik an der Lomonossow-Universität. 1926–29 setzte er sein Studium bei Leonid Isaakowitsch Mandelstam fort, während er gleichzeitig an der Zweiten Moskauer Universität unterrichtete. 1930 wurde er mit einer Arbeit über gewöhnliche Differentialgleichungen promoviert (Kandidat). Ab 1931 war er Professor in Nischni Nowgorod (damals Gorki). Gleichzeitig war er am Institut für Automatisierung der sowjetischen Akademie der Wissenschaften.
Andronow arbeitete über Quantenstatistik und vor allem über nichtlineare Schwingungen. Sein 1937 verfasstes Buch darüber mit Alexander Adolfowitsch Witt und Semen Emmanuilowitsch Chaikin wurde ein Standardwerk zur Störungstheorie nichtlinearer Systeme. Außerdem untersuchte er Bifurkationen, Stabilität und Topologie der Lösungen dynamischer Systeme, teilweise mit Lew Pontrjagin (1937). Er begründete eine eigene wissenschaftliche Schule auf dem Gebiet dynamischer Systeme und deren Anwendung in einer Vielzahl von Gebieten (Mechanik, Regelungstechnik, Ökonomie, Biologie usw.). Die Hopf-Bifurkation ist manchmal auch zusätzlich nach ihm benannt. Die Wurzeln der Theorie der Hopf-Bifurkation gehen auf Henri Poincaré (um 1892) zurück, sie wurde ausführlich in den Arbeiten Andronow, Witt und Chaikin in den 1930er Jahren behandelt und von Eberhard Hopf 1942.
Der Andronov-Krater auf dem Mond ist nach ihm benannt.
Er arbeitete auch mit der Mathematikerin Ewgenija Alexandrowna Leontowitsch (später Leontowitsch-Andronowa) zusammen, mit der er verheiratet war.
Zu seinen Doktoranden gehören der Mathematiker Dmitri Andrejewitsch Gudkow und der Physiker Andrei Gaponow-Grechow.
Er wurde 1947 in den Obersten Sowjet der russischen Sowjetrepublik und 1950 der UdSSR gewählt und war auch im Präsidium des Obersten Sowjet der russischen Teilrepublik. 1952 starb er an den Folgen von Bluthochdruck.
Seit 1971 wird von der Akademie der Wissenschaften der UdSSR (seit November 1991 Russische Akademie der Wissenschaften) der Andronow-Preis verliehen.

## Schriften
- А. А. Андронов, А. А. Витт, С. Э. Хайкин: Теория колебаний. 2 Bände. ред. техн.-теоретич. лит-ры, Москва / Ленинград 1937 (deutsch: Andronov, A. A. Witt, S. Ė. Chaikin: Theorie der Schwingungen. Herausgegeben von Fritz Wiegmann. 2 Bände. Akademie-Verlag, Berlin, 1965).
- mit E. A. Leontovich u. a.: Qualitative Theory of Second-order Dynamic Systems, Wiley 1973
- mit E.A. Leontovich, I.I. Gordon, A.G. Maier: Theory of Bifurcations of Dynamical Systems on a Plane, Israel Program Sci. Transl. 1971